# ASPAC FC
ASPAC FC (afkorting van Association Sportive du Port Autonome de Cotonou FC) is een voetbalclub uit Cotonou, Benin. Ze komen uit in de Ligue 1, de hoogste voetbaldivisie in het land. Het speelt zijn thuiswedstrijden in het “Stade Charles de Gaulle” dat plaats biedt aan ruim 35.000 toeschouwers.
In 2010 won de club zijn eerste landstitel uit de clubgeschiedenis, in 2012 volgde de tweede. 

## Erelijst
Landskampioen
in 2010, 2012
Beker van Benin
winnaar in 2008